# Erioptera sordida
Erioptera sordida là một loài ruồi trong họ Limoniidae. Chúng phân bố ở miền Cổ bắc.